# 144-й меридіан східної довготи
144-й меридіан східної довготи — лінія довготи, що лежить на 144 градуси східніше Гринвіцького меридіана. Вона проходить від Північного полюса через Північний Льодовитий океан, Азію, Тихий океан, Австралазію, Індійський океан, Південний океан та Антарктиду до Південного полюса.
144-й меридіан східної довготи формує велике коло разом із 36-тим меридіаном західної довготи.

## Список географічних об'єктів, що перетинає 144° сх. д.
Починаючи на Північному полюсі та рухаючись до Південного полюса, 144-й меридіан східної довготи проходить через:
| Координати                                                   | Країна, територія або море | Примітки |
| ------------------------------------------------------------ | -------------------------- | --- |
| 90°0′ пн. ш. 144°0′ сх. д. / 90.000° пн. ш. 144.000° сх. д.  | Північний Льодовитий океан | |
| 75°49′ пн. ш. 144°0′ сх. д. / 75.817° пн. ш. 144.000° сх. д. | Росія                      | Новосибірські острови — проходить через острів Котельний |
| 75°1′ пн. ш. 144°0′ сх. д. / 75.017° пн. ш. 144.000° сх. д.  | Східносибірське море       | |
| 72°40′ пн. ш. 144°0′ сх. д. / 72.667° пн. ш. 144.000° сх. д. | Росія                      | |
| 59°24′ пн. ш. 144°0′ сх. д. / 59.400° пн. ш. 144.000° сх. д. | Охотське море              | |
| 49°57′ пн. ш. 144°0′ сх. д. / 49.950° пн. ш. 144.000° сх. д. | Росія                      | Проходить через острів Сахалін |
| 49°16′ пн. ш. 144°0′ сх. д. / 49.267° пн. ш. 144.000° сх. д. | Охотське море              | |
| 44°8′ пн. ш. 144°0′ сх. д. / 44.133° пн. ш. 144.000° сх. д.  | Японія                     | Проходить через острів Хоккайдо |
| 42°55′ пн. ш. 144°0′ сх. д. / 42.917° пн. ш. 144.000° сх. д. | Тихий океан                | Проходить східніше атола Волеаї[en], Федеративні Штати Мікронезії Проходить західніше островів Нініго[en], Папуа Нова Гвінея Проходить західніше островів Схаутен[en], Папуа Нова Гвінея |
| 3°48′ пд. ш. 144°0′ сх. д. / 3.800° пд. ш. 144.000° сх. д.   | Папуа Нова Гвінея          | Проходить через Нову Гвінею |
| 7°44′ пд. ш. 144°0′ сх. д. / 7.733° пд. ш. 144.000° сх. д.   | Коралове море              | Проходить західніше острова Мюррей[en], Квінсленд, Австралія |
| 14°29′ пд. ш. 144°0′ сх. д. / 14.483° пд. ш. 144.000° сх. д. | Австралія                  | Квінсленд Новий Південний Уельс Вікторія |
| 38°31′ пд. ш. 144°0′ сх. д. / 38.517° пд. ш. 144.000° сх. д. | Бассова протока            | |
| 39°36′ пд. ш. 144°0′ сх. д. / 39.600° пд. ш. 144.000° сх. д. | Австралія                  | Проходить через острів Кінг |
| 40°6′ пд. ш. 144°0′ сх. д. / 40.100° пд. ш. 144.000° сх. д.  | Індійський океан           | Австралія визнає цю акваторію частиною Південного океану[1][2] |
| 60°0′ пд. ш. 144°0′ сх. д. / 60.000° пд. ш. 144.000° сх. д.  | Південний океан            | |
| 67°5′ пд. ш. 144°0′ сх. д. / 67.083° пд. ш. 144.000° сх. д.  | Антарктида                 | Проходить через Австралійську антарктичну територію (претендує Австралія) |